# Il postino (film 1927)
Il postino (Special Delivery) è un film muto del 1927 diretto da Roscoe 'Fatty' Arbuckle.

## Curiosità
Subito dopo le riprese del film l'attore Paul Kelly venne arrestato in relazione alla morte di Ray Raymond, marito dell'attrice Dorothy Mackaye. Kelly è stato in seguito condannato per omicidio colposo e scontò un periodo di reclusione. Nel frattempo, la maggior parte delle scene in cui appariva vennero eliminate. Ironia della sorte, Kelly interpretava un detective.